# Trimetrexate
Trimetrexate là một dẫn xuất quinazoline. Nó là một chất ức chế dihydrofolate reductase.

## Công dụng
Nó đã được sử dụng với leucovorin trong điều trị viêm phổi do pneumocystis.
Nó đã được điều tra để sử dụng trong điều trị leiomyosarcoma. Nó là một chất tương tự methotrexate (MTX) hoạt động chống lại các tế bào khối u kháng MTX thiếu vận chuyển vượt qua sự kháng thuốc và kháng tự nhiên đối với methotrexate. Các ứng dụng khác bao gồm u lympho da.